# ギザミネヘビクビガメ
ギザミネヘビクビガメ（学名：Hydromedusa tectifera）は、ヘビクビガメ科ナンベイヘビクビガメ属に分類されるカメ。別名ナンベイヘビクビガメ、アルゼンチンヘビクビガメ。

## 分布
アルゼンチン北西部、ウルグアイ、パラグアイ、ブラジル南東部

## 形態
最大甲長30cm。背甲の椎甲板や肋甲板に筋状の盛り上がり（キール）があり、ギザギザとして山のようになることが和名の由来。野生個体ではキールが磨耗することもある。
頸部は長く、背面には棘状の突起が並ぶ。下顎から頸部側面にかけて黄色の筋模様が入る。

## 生態
流れの緩やかで底質の柔らかい河川や池沼に生息する。地域によっては冬季になると水中で冬眠する。
食性は動物食で、昆虫類、甲殻類、魚類、貝類等を食べる。
繁殖形態は卵生で1回に2-10個の卵を産む。

## 人間との関係
ペットとして飼育されることもあり、日本にも輸入されている。以前は野生個体が流通していたが、近年は繁殖個体が流通の中心になっている。野生個体は人工飼料に餌付きにくいが、繁殖個体は人工飼料に餌付くこともある。皮膚や甲羅は水質の変化に敏感で、水質悪化や腹甲を擦ってしまう事によって皮膚病や甲羅が腐ってしまう疾患にかかることが多い。